# Hermenegildo Galeana kommun
Hermenegildo Galeana är en kommun i Mexiko.   Den ligger i delstaten Puebla, i den sydöstra delen av landet, 160 km nordost om huvudstaden Mexico City. Antalet invånare är 7 718. Arean är 43 kvadratkilometer.
Terrängen i Hermenegildo Galeana är kuperad.
Följande samhällen finns i Hermenegildo Galeana:
- Francisco Osorno
- San Antonio Cuanixtepec
- El Plan
- Cacatzala
- Coyoy
- San Antonio Hermenegildo Galeana
- La Pila
- Cuanixtepec
- El Zecna
- Lacanuy
- Agua Zarca
- Tampatapo
- La Fábrica
- Cerro de Zaragoza
- Calpuhuán
- La China